# Суперкубок Англії з футболу 1956
Суперкубок Англії з футболу 1956 — 34-й розіграш турніру. Матч відбувся 24 жовтня 1956 року між чемпіоном Англії «Манчестер Юнайтед» та володарем кубка країни «Манчестер Сіті».
| Володар Суперкубка Англії 1956      |
| ----------------------------------- |
|                                     |
| «Манчестер Юнайтед» Четвертий титул |

## Учасники
| Клуб                | Участей | Роки (жирним виділено перемоги) |
| ------------------- | ------- | ------------------------------- |
| «Манчестер Сіті»    | 2       | 1934, 1937                      |
| «Манчестер Юнайтед» | 4       | 1908, 1911, 1948, 1952          |

## Матч

### Деталі
| 24 жовтня 1956 |

| «Манчестер Сіті» | 0–1      | «Манчестер Юнайтед» |
| ---------------- | -------- | ------------------- |
|                  | Протокол | Вайоллет 75'        |

| Мейн-Роуд, Манчестер Глядачів: 30 495 |

|  |  |

| В                |  | Берт Траутманн  |
| З                |  | Білл Лейверс    |
| З                |  | Рой Літтл       |
| ПЗ               |  | Кен Барнс       |
| ПЗ               |  | Дейв Евінг      |
| ПЗ               |  | Рой Пол         |
| Н                |  | Боббі Джонстоун |
| Н                |  | Джо Хеєс        |
| Н                |  | Дон Реві        |
| Н                |  | Джек Дайсон     |
| Н                |  | Рой Кларк       |
| Головний тренер: |  |                 |
| Лес Макдовол     |  |                 |

| В                |  | Рей Вуд         | Замінений        |
| З                |  | Білл Фоулкс     |                  |
| З                |  | Роджер Берн     |                  |
| ПЗ               |  | Едді Колман     |                  |
| ПЗ               |  | Марк Джонс      |                  |
| ПЗ               |  | Данкан Едвардс  |                  |
| Н                |  | Джонні Беррі    |                  |
| Н                |  | Ліам Вілан      |                  |
| Н                |  | Томмі Тейлор    |                  |
| Н                |  | Денніс Вайоллет |                  |
| Н                |  | Девід Пегг      |                  |
| Заміни:          |  |                 |                  |
| В                |  | Джон Гаскелл    | Вийшов на заміну |
| Головний тренер: |  |                 |                  |
| Метт Басбі       |  |                 |                  |